# ピリドキシン-4-デヒドロゲナーゼ
ピリドキシン-4-デヒドロゲナーゼ（pyridoxine 4-dehydrogenase）は、ビタミンB6の代謝酵素の一つで、次の化学反応を触媒する酸化還元酵素である。
ピリドキシン + NADP+ {\displaystyle \rightleftharpoons } ピリドキサール + NADPH + H+
反応式の通り、この酵素の基質はピリドキシンとNADP+、生成物はピリドキサールとNADPHとH+である。
組織名はpyridoxine:NADP+ 4-oxidoreductaseで、別名にpyridoxin dehydrogenase, pyridoxol dehydrogenase, pyridoxine dehydrogenaseがある。